# Punk'd
Punk'd es un programa de televisión emitido por MTV desde el año 2003 producido y presentado por Ashton Kutcher. El programa gira en torno a la idea de realizar cámaras ocultas a distintos famosos y personajes de la farándula de los Estados Unidos, en su vida diaria, y exponerlos a una situación ridícula.
Una característica de cada "travesura" o cámara que se realiza, es que siempre termina con la palabra o la frase Punk'd en todos los films.
En el año 2003, se anunció por parte de la cadena MTV que Kutcher había decidido no seguir conduciendo Punk'd. Entonces, varios comentaristas comenzaron a especular acerca de la designación de la próxima persona que debía seguir conduciendo el programa. Muchos comenzaron a ver que se hacían cástines con varios artistas. Pero el 25 de abril del 2004, en el comienzo de la tercera temporada, se reveló la verdad. La audiencia había sido Punk'd (engañada) por los productores del programa.
El 6 de julio de 2007 comenzó la cuarta temporada de Punk'd en Latinoamérica.
En Estados Unidos, se creyó que la serie terminaría en 8 temporadas, por lo que Punk'd se dio por terminado el 20 de mayo de 2007.
Sin embargo en 2012, MTV renovó el show a una 9ª temporada. El programa inició con una broma del cantante Justin Bieber a otras celebridades, entre ellas Miley Cyrus, quien a su vez también hizo bromas. El estreno en Estados Unidos fue el 29 de marzo. En España y Latinoamérica se estrenó en junio de 2012. A diferencia de las otras temporadas, ésta no es conducida por Kutcher, si no por las mismas celebridades realizando bromas a otras.

## Celebridades que han estado en "Punk'd"
- Britney Spears
- Justin Timberlake
- Dianna Agron
- Tori Amos
- Pamela Anderson
- Carmelo Anthony
- "Stone Cold" Steve Austin
- Tyra Banks
- Travis Barker
- Mischa Barton
- Jason Bateman
- Nick Carter
- Christian Beadles
- Kate Beckinsale
- Jerome Bettis
- Jon Bernthal
- Halle Berry
- Beyoncé
- Jessica Biel
- Justin Bieber
- Rachel Bilson
- Thora Birch
- Chris Brown
- Bizarre
- Lara Flynn Boyle
- Bow Wow
- Zach Braff
- Adam Brody
- Adrien Brody
- David Boreanaz
- Sophia Bush
- Ryan Cabrera
- Trishelle Cannatella
- Vanessa Carlton
- John Cena
- Chingy
- Ciara
- Rachael Leigh Cook
- Simon Cowell
- Bryan Cranston
- Kaley Cuoco
- Elisha Cuthbert
- Miley Cyrus
- Rosario Dawson
- Daddy Yankee
- Taye Diggs
- Eric Dill
- Jamie-Lynn DiScala
- Ashanti
- Hilary Duff
- Kirsten Dunst
- Eliza Dushku
- Zac Efron
- Carmen Electra
- Shannon Elizabeth
- Missy Elliott
- Eve
- Rihanna
- Vivica A. Fox
- Nelly Furtado
- Seth Green
- Tony Hawk
- Salma Hayek
- Jon Heder
- Jennifer Lawrence
- Jennifer Love Hewitt
- Katie Holmes
- Marques Houston
- T.I.
- Josh Hutcherson
- Allen Iverson
- Hugh Jackman
- David Jasso M
- Jadakiss
- Ja Rule
- Joe Jonas
- Kase.O
- Chris Klein
- Mila Kunis
- Menuda Koko
- Nick Lachey
- Avril Lavigne
- Tommy Lee
- Lisa Leslie
- Evangeline Lilly
- Lindsay Lohan
- Eva Longoria
- George López
- Demi Lovato
- Bernie Mac
- Benji Madden
- Joel Madden
- Jena Malone
- Danny Masterson
- Mario
- Jesse McCartney
- Benjamin McKenzie
- Jesse Metcalfe
- Dave Mirra
- Kelly Monaco
- Mandy Moore
- Chloë Grace Moretz
- Tracy Morgan
- Heather Morris
- Frankie Muniz
- Mya
- Dave Navarro
- Brandy
- Dirk Nowitzki
- Jermaine O'Neal
- Shaquille O'Neal
- Omarion
- Jack Osbourne
- Kelly Osbourne
- Outkast
- Aaron Paul
- Sean Paul
- Matthew Perry
- Mekhi Phifer
- Pink
- Laura Prepon
- Jaime Pressly
- Raven
- Tara Reid
- Denise Richards
- Kevin Richardson
- Nicole Richie
- Kid Rock
- Andy Roddick
- Michelle Rodríguez
- Zoe Saldaña
- Warren Sapp
- Mike Shinoda
- Ashlee Simpson
- Cody Simpson
- Jessica Simpson
- Jeremy Sisto
- Brittany Snow
- Joss Stone
- Julia Stiles
- Taylor Swift
- Amber Tamblyn
- The Game
- The Rock
- Ashley Tisdale
- Hayden Panettiere
- Alyson Michalka (su hermana, Amanda Michalka, participó como cómplice de la broma)
- Triple H
- Tyrese
- Usher
- Wilmer Valderrama
- Sofia Vergara
- Jasmine Villegas
- Pete Wentz
- Kanye West
- Serena Williams
- Evan Rachel Wood
- Ying Yang Twins
- Shaun White
- Elijah Wood
- Jojo
- Emma Roberts
- Colin Ford
- Josh Hutcherson
- Mark Wahlberg
- Denzel Washington

## Punk'd temporada 9
Ahora en vez de conducirlo Ashton Kutcher, el mismo Ashton llama a varias celebridades para hacer todas las bromas.
Episodio 1:Justin Bieber
- Taylor Swift
- Sean Kingston
- Miley Cyrus

Episodio 2:Bam Margera
- Ronnie De Jersey Shore
- Tyler, The Creator
- Tyler Posey

Episodio 3:Hayden Panettiere
- Dianna Agron
- Zac Efron
- Snooki De Jersey Shore

Episodio 4:Tyler, The Creator
- Shenae Grimes
- Scott Disick
- The Wanted

Episodio 5:Lucy Hale
- Vanessa Hudgens
- Josh Hutcherson
- Ian Harding

Episodio 6:Nick Cannon
- Ashley Tisdale
- Demi Lovato
- New Boyz

Episodio 7:Dax Shepard
- Chloe Moretz
- Metta World Peace
- Lauren Conrad

Episodio 8:Miley Cyrus
- Liam Hemsworth
- Kelly Osbourne
- Khloe Kardashian

Episodio 9:Heather Morris
- Emma Roberts
- Cody Simpson(En este episodio los cómplices son los guardaespaldas y la familia de Cody).
- Joe Jonas

Episodio 10:Kellan Lutz
- Julianne Hough
- Ashley Rickards
- Aimee Teegarden

Episodio 11:Ashton Kutcher
- Drake
- Kim Kardashian

Episodio 12:Mac Miller
- Wiz Khalifa
- Neil Patrick Harris
- Darrelle Revis

## Punk'd nueva temporada
En la nueva temporada, algunas de las víctimas son:
- Taylor Swift
- Josh Hutcherson
- Sean Kingston
- Miley Cyrus
- Scott Disick
- Shenae Grimes
- Wiz Khalifa
- Neil Patrick Harris
- Darrelle Revis
- The Wanted
- Khloe Kardashian
- Kelly Osbourne
- Ronnie De Jersey Shore
- Snooki De Jersey Shore (en este episodio, Jenni Jwwow, su mejor amiga, es cómplice de la broma)
- Liam Hemsworth
- Ashley Tisdale
- Demi Lovato
- Kim Kardashian
- Drake
- Emma Roberts
- Cody Simpson
- Joe Jonas
- New Boyz
- Aimee Teegarden
- Vanessa Hudgens
- Tyler The Creator

Algunos de los que realizan las bromas son:
- Miley Cyrus
- Justin Bieber
- Bam Margera
- Hayden Panettiere
- Tyler, The Creator
- Lucy Hale
- Nick Cannon
- Heather Morris

- Datos: Q912279